# Bysistorget

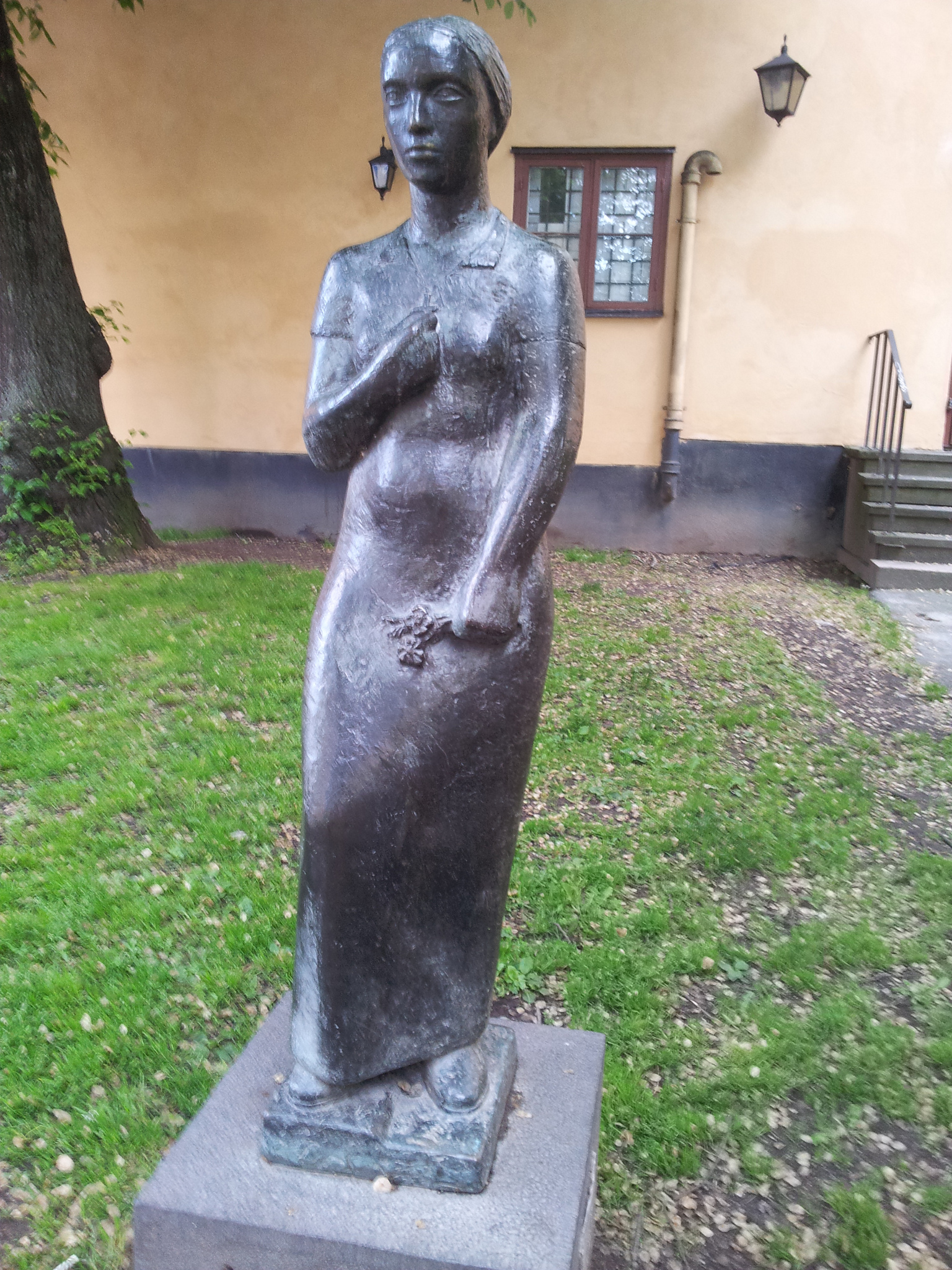
Skulpturen Ro på Bysistäppan.

Bysistorget är ett torg på Södermalm i Stockholms innerstad, beläget mellan Hornsgatan och Brännkyrkagatan. Torgets namn kommer av Stockholms Bysättningshäkte som var beläget på Hornsgatan 82B mellan 1782 och 1872. I folkmun kallades häktet för Bysis eller Gamla Bysis. På Bysistorget växer körsbärsträd.
På den intilliggande Bysistäppan står skulpturen Ro, utförd av Bengt Lissegårdh.